# José Moreno Salazar
José Moreno Salazar (Bujalance, 12 de desembre de 1923 - Alcázar de San Juan, 1 de setembre de 2007) fou un guerriller maquis i lluitador antifranquista espanyol.

## Orígens
Era fill d'Antonio Moreno Martínez, persona d'idees llibertàries, i Emilia Salazar Coca, tots dos jornalers. De família nombrosa, comparteix la llar amb vuit germans, dels quals, dos moren amb poca edat. Quan José compleix dos anys, la família es trasllada del poble al molí d'oli d'“Els Porras”, on el seu pare entra a treballar de moliner. Aquí transcorre la seva vida fins a l'esclat de la guerra civil.
La pobresa de la seva família fa que els diners no arribi per donar-los als fills una educació escolar digna. Els seus pares els eduquen, com reconeix el mateix José, en el respecte als grans i en la valentia per rebel·lar-se davant les injustícies. José ja en la seva curta edat, és estimulat en les idees anarquistes, en part influenciat pel seu pare, i també gràcies a la intensa activitat que la CNT exerceix al poble.
L'ateneu llibertari i el sindicat passen a ser la seva veritable escola. La seva joventut contrasta amb els debats del teu al teu que manté amb els més experimentats. La guerra civil sobrevé en un poble conscienciat on els avatars de la lluita es fan sentir.

## La Guerra Civil
Les joventuts llibertàries, àdhuc amb escàs armament, es fan amb la situació a Bujalance després del cop d'estat militar. Francisco Rodríguez Muñoz és elegit president del comitè revolucionari del poble. Francisco Rodriguez serà en finalitzar la guerra, el cap del grup guerriller llibertari “Los Jubiles”. Les col·lectivitats s'organitzen en plena guerra i els aptes per al treball –José entre ells- són distribuïts en masos i caserius, excepte els milicians.
Les envestides dels franquistes amb bombardejos inclosos, fan que l'avanç de les tropes nacionals sigui inevitable. L'evacuació del poble s'efectua en llargues caravanes cap a Villa del Río. La família de José arriba fins a Marmolejo, on s'instal·len com poden, però l'avanç de les línies del front els obliga a sortir novament d'evacuació. Se situen en Andújar en ple hivern, a la intempèrie, fins a forçar al costat de diverses famílies més uns molins, amuntegant-se a l'interior. Després de la previsible caiguda d'Andujar, surten cap a Bailén on s'instal·len fins al final de la guerra.

## La fi de la guerra
Els germans Rodriguez al costat de vuit companys més, s'internen a Sierra Morena als voltants de Pozoblanco, Adamuz i Montoro. La família de José Moreno aconsegueix els salconduits per retornar a Bujalance i tornen al poble. El pare de José és detingut pels falangistes i tancat a la presó.

José Moreno entra dins del cercle de suport de Los Jubiles com a enllaç en 1939, servint de mediador amb les seves famílies, així com de subministrador d'aliments i elements necessaris dels guerrillers amb els diners que aquests li proporcionen. 
| «                                                  | “A partir d'aquest moment, no recordo la data exacta, mai perdo contacte amb ells. Coneixen les meves rutes habituals de sortida i entrada al poble i, encara que passen temporades sense aparèixer, sempre donen amb mi. Durant les següents setmanes, els perseguits augmenten: uns es reuneixen de manera casual en el camp; a uns altres, els de fiar, els poso en contacte amb el grup dels germans Rodríguez.” | » |
| — “El guerrillero que no pudo bailar....” pàg. 54. | |   |

La relació amb Los Jubiles li ocasiona la detenció al costat del seu germà i la seva mare, no lliurant-se cap de les tortures i la presó. Una vegada lliure i al carrer, torna a prendre el contacte amb la partida, però abans que li tornin a detenir, fuig a la muntanya a la recerca del grup. 
| «                                                  | “Veiem clara l'única sortida: unir-nos al més aviat possible al grup de Los Jubiles” | » |
| — “El guerrillero que no pudo bailar....” pàg. 66. |                                                                                      |   |

## Guerriller en el grupLos Jubiles
La repressió de la postguerra es fa insostenible. El terror i la violència fan que, dia rere dia, els vencedors busquin entre els vençuts als més significats per “passejar-los” o empresonar-los. Les muntanyes acullen als fugits, i José Moreno posa a molts en contacte amb la guerrilla. També troba punts de suport per al subministrament de “Los Jubiles”.
El cèrcol es tanca sobre José i estant fora de casa seva s'assabenta que la Guàrdia Civil té ordre de detenir-lo. L'alternativa és unir-se a Los Jubiles a la muntanya, cosa que va fer al desembre de l'any 1942. José troba en la guerrilla marxes interminables, ajusticiaments, cops econòmics, enfrontaments. En un dels cops econòmics, tornen amb dues cavalleries carregades de subministraments i la bossa plena de diners. Es topen amb uns carboners a la muntanya. Un d'ells, Juan Olmo García, conegut com El Abisinio, s'ofereix a ajudar-los, però va resultar ser un infiltrat de la Guàrdia Civil.

## La fi deLos Jubiles
El Abisinio tenia informada la Guàrdia Civil dels moviments de la partida. El grup es reuneix al mas Mojapies de Montoro. La Guàrdia Civil els envolta en la matinada del dia 6 de gener de 1944. El Abisinio no es troba dins i les bombes de mà i les descàrregues de fusell entren en acció. Des de dins es defensen com poden, ja que les armes llargues havien estat amagades pel traïdor. Les explosions redueixen el mas a ruïnes, però José Moreno aconsegueix sobreviure i és rescatat ferit d'entre les runes.

## La presó
A la presó de Montoro és torturat, i declara fets i morts adjudicant-los als seus companys morts, llevant així responsabilitats a uns altres que poguessin estar vius. És traslladat a la presó de Còrdova. Barrejat entre un grup de paletes que sortien de fer uns treballs a l'interior de la presó, escapa per la porta, sense que els vigilants ho adverteixin, salvant-se del més que probable afusellament, ja que és segur que el fiscal hagués demanat la pena de mort usual en aquests casos.

## La seva nova vida
Antonio Pérez Sánchez és el fals nou nom que José Moreno adquireix per a ocultar el seu passat, treballant com a agent d'assegurances en un poble de Conca, i passa inadvertit any rere any fins que es decideix a recobrar la seva veritable identitat l'any 1987.
Ha sigut un assidu compareixent en actes sobre la recuperació de la memòria guerrillera i d'homenatges als seus companys lluitadors i a ell mateix. Va deixar les seves memòries escrites i van ser editades sota el titulo de: “El guerrillero que pudo – resistencia anarquista en la postguerra andaluza”. José Moreno Salazar va morir a Alcázar de San Juan l'1 de setembre de 2007 a l'edat de 83 anys.